# William Beresford, Tử tước Beresford thứ 1
William Carr Beresford, Tử tước Beresford thứ nhất, Hầu tước thứ nhất xứ Campo Maior, GCB, GCH, PC (/ˈkɑːr ˈbɛrɪsfərd/; 2 tháng 10 năm 1768 – 8 tháng 1 năm 1854) là một quân nhân và chính trị gia người Anh-Ireland. Ông là một vị tướng trong Quân đội Anh và là Nguyên soái trong Quân đội Bồ Đào Nha, ông đã chiến đấu bên cạnh Công tước xứ Wellington trong Chiến tranh Bán đảo và giữ chức vụ Tổng tư lệnh Quân khí vào năm 1828 trong Chính phủ Willington-Peel. Ông đã lãnh đạo cuộc Xâm lược Buenos Aires thất bại của Anh năm 1806.